# Inversione (semantica)
Nella linguistica, le inverse o antonimi relazionali sono coppie di parole che si riferiscono a una relazione da punti di vista opposti, come genitore/figlio o prendere in prestito/prestare. La relazione tra tali parole è chiamata relazione inversa.  Le inverse possono essere intese come una coppia di parole in cui una parola implica una relazione tra due oggetti, mentre l'altra implica l'esistenza della stessa relazione quando gli oggetti sono invertiti. Le inverse sono talvolta indicati come contrari complementari, perché tra di loro è presente una relazione "o / o": uno esiste solo perché l'altro esiste.

## Elenco di parole converse
- Possedere e appartenere: sono opposti relazionali, cioè "A possiede B" è lo stesso di "B appartiene ad A";
- Vincere e perdere: se qualcuno vince, qualcuno deve perdere;
- La parte e il tutto: se c'è una parte, deve esserci un tutto;
- Sopra e sotto;
- Datore di lavoro e dipendente;
- Genitore e figlio;
- Insegnante e studente;
- Compra e vendi;
- Est e Ovest;
- Marito e moglie;
- Predatore e preda;
- Prestare e prendere in prestito;
- Attacco e difesa;
- Servo e padrone.